# Tipula paterifera
Tipula paterifera är en tvåvingeart som beskrevs av Alexander 1962. Tipula paterifera ingår i släktet Tipula och familjen storharkrankar. Inga underarter finns listade i Catalogue of Life.

## Bildgalleri

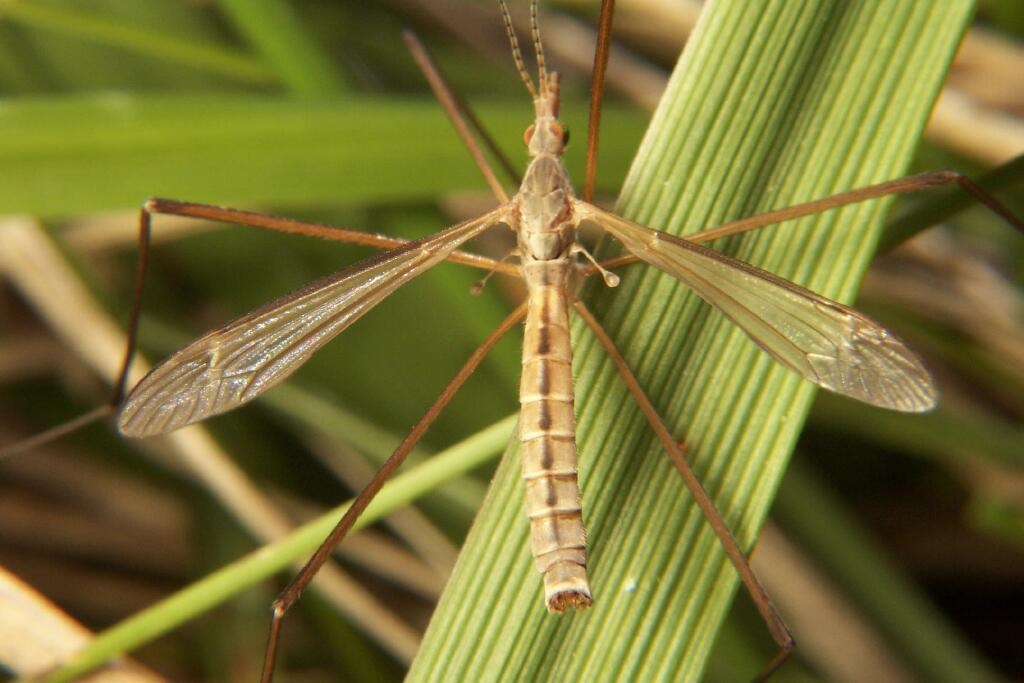